# Putain de camion (LP)
Putain de camion (português: Esta puta de caminhão) é um álbum de música chanson lançado em 1988 pelo famoso cantautor francês Renaud. Foi o oitavo de sua carreira.

## Curiosidades
- A capa do LP è um bouquet de papoilas[1], as flores preferidas para Coluche, grande amigo de Renaud, ao qual è dedicado o inteiro disco.

- Em orígem o LP não devia ter este título, mas foi a faixa n° 12, Putain de camion, que deu o título à toda a obra.

## Faixas
1. Jonathan (dedicada à Johnny Clegg)
2. Il pleut
3. La Mère à Titi
4. Triviale poursuite
5. Me jette pas
6. Rouge-gorge (dedicada à Robert Doisneau)
7. Allongés sous les vagues
8. Cent ans
9. Socialiste
10. Petite
11. Chanson dégueulasse
12. Putain de camion